# Benjamín Paz Tchimino
Benjamin Paz Tchimino (1935, en Los Andes) es un arquitecto y empresario inmobiliario chileno de origen judío. Es el fundador de la inmobilaria Paz Corp, una de las principales empresas inmobiliarias de Chile. 

## Vida personal

### Primeros años
Benjamin Paz nació en Chile, en el seno de una familia judía migrante; su padre, Isaac Paz Zafrani, un comerciante de telas, era de origen egipcio, mientras que su madre, Gentille Tchimino Cohen, era una traductora español-francés originaria de Estambul.
Siendo niño, su familia se trasladó a Santiago, situándose en el barrio Franklin, cerca del matadero. Estudió en el Liceo Luis Amunátegui.
A los 12 años comenzó a asistir a la Comunidad Israelita Sefaradí donde estudió hebreo y comenzó a socializar con otros jóvenes judíos. Luego integró el movimiento juvenil Hashomer Hatzair, así como la Asociación de Jóvenes Judíos.

### Carrera profesional
Paz ingresó a la carrera de arquitectura en la Universidad de Chile en 1954, donde fue compañero de destacados profesionales como Mario Paredes, presidente del Colegio de Arquitectos y socio de la empresa de buses Metalpar y Abraham Senerman, reconocido empresario inmobiliario. Se tituló de arquitecto en 1960.
Sus primeros pasos en el mundo profesional los dio en el Servicio Nacional De Salud, específicamente en el departamento de arquitectura, donde se desempeñó en la construcción y reparación de hospitales a lo largo del país. De manera paralela, Paz comenzó a incursionar en el diseño de casas y soluciones habitacionales, construyendo casas y departamentos en Ñuñoa y Providencia.
Benjamín Paz permaneció en servicio público hasta 1965 cuando decidió, junto a su socio, el arquitecto Marcos Link, independizarse y formar la empresa Paz-Link.
En 1970, la crisis económica y las ganas de buscar nuevos rumbos lo llevaron hasta España, país donde se instaló con su esposa Julia Daniels y sus tres hijos. Allí desarrolló una carrera en la edificación de decenas de conjuntos habitacionales, tanto en Barcelona como en Marbella.
En 1982, regresó a Chile, donde decidió aplicar sus conocimientos y experiencias adquiridos en el extranjero, como empresario independiente. Hacia fines de los años 1980, con la recuperación económica, sus negocios en el ámbito inmobiliario comenzaron a prosperar. En 1989, su hijo Ricardo, ingeniero de profesión, se incorporó al negocio y juntos emprendieron proyectos como la construcción del centro comercial automovilístico Movicenter, junto a Jorge Ergas.
En 1994, luego de haber trabajado esporádicamente con el constructor Eduardo Froimovich, fundaron la sociedad Paz-Froimovich, donde también trabajarían sus hijos Ricardo y Andrés.

## Trayectoria como empresario

### La época "Paz-Froimovich"
A partir de 1995, la sociedad formada por Benjamín Paz y Eduardo Froimovich comenzó a tener alto reconocimiento, al estar a cargo de la construcción de una serie de torres de pequeños departamentos unifamiliares en la comuna de Santiago Centro. Esta masiva edificación, que significó la compra de terrenos y la demolición de varias casonas y edificios antiguos de la comuna, formaba parte de un plan de renovación motivado por la Municipalidad de Santiago y el Ministerio de Vivienda y Urbanismo. Este último entregó subsidios de 200 UF a familias de clase media, que quisieran comprar propiedades entre 1000 y 2000UF, a fin de incentivar el repoblamiento del sector, lo que fomentó el modelo negocio inmobiliario de Paz y sus socios.
Esta forma de construcción, que cambió el paisaje urbano de la comuna de Santiago y que fue luego replicada en otras comunas del poniente de la capital, ha sido altamente cuestionada por arquitectos y urbanistas, quienes destacan las negativas consecuencias de la densificación de las zonas históricas de la ciudad a través de los proyectos en altura, como el aumento de la congestión, el aumento del precio en los comercios locales, y fenómenos de “gentrificación”. El modelo y tamaño de estas nuevas viviendas también ha sido criticado.
Hacia mediados de la década de los años 2000, la dupla ya había construido más de 60 proyectos y vendido sobre 11 mil unidades. En 2007, Benjamín Paz fue reconocido en la prensa chilena como el arquitecto con más metros cuadrados edificados en el centro de Santiago.

### Paz Corp
En 2007, la sociedad Paz-Froimovich se disolvió y fue incorporada a la marca Paz Corp, creada con anterioridad por Paz y donde figuran sus hijos y su yerno. Desde 2006, ésta comenzó a transarse en la Bolsa de Santiago. En septiembre de 2009, el capital de Paz Corp era de $53.266.388.362 de pesos, dividido en 283.384.400 acciones nominativas.
Desde su creación, la empresa ha continuado desarrollando trabajos inmobiliarios y de diseño de diversa índole, tanto en Chile como en el extranjero, particularmente en Perú.
En 2012 se anunció que después de 40 años en el negocio, Benjamín Paz dejaba la presidencia del directorio de Paz Corp, como parte de un plan de sucesión en la empresa.